# Carle Vernet
Antoine Charles Horace Vernet ou Carle Vernet (Bordéus, 14 de agosto de 1758 — Paris, 27 de novembro de 1836) foi um pintor e litógrafo francês, filho de Claude Joseph Vernet e pai de Horace Vernet.

## Vida
Vernet era filho do pintor Claude Joseph Vernet e pai de Horace Vernet. Recebeu aulas de arte de seu pai e de Nicolas-Bernard Lépicié. 1782 ele foi premiado com o prestigioso Prix de Rome. Ele usou motivos de sua curta estada na Itália (1782/83) ao longo de sua carreira.
Aos 30 anos foi aceito como membro da École des Beaux-Arts de Paris em 1788; 1810 na Académie des Beaux-Arts.
Os principais temas tratados por Carle Vernet incluem as batalhas da era napoleônica. Em reconhecimento às suas representações de batalha, ele foi aceito na Legião de Honra por Napoleão Bonaparte em 1808. Carle Vernet também pintou retratos e cenas de caça; Ele tinha um talento especial como pintor de animais para a representação de cavalos e cães. Ele forneceu o modelo para o papel de parede panorâmico Les Chasses de Compiègne (As caças de Compiègne) do fabricante parisiense Jacquemart & Bénard.
Ele também era conhecido por suas representações de imagens morais contemporâneas, incluindo a série gráfica Les incroyables et merveilleuses publicada em 1797 e a Cris de Paris publicada por volta de 1815. Como um dos primeiros artistas, ele usou a técnica de impressão da litografia.

## Galeria

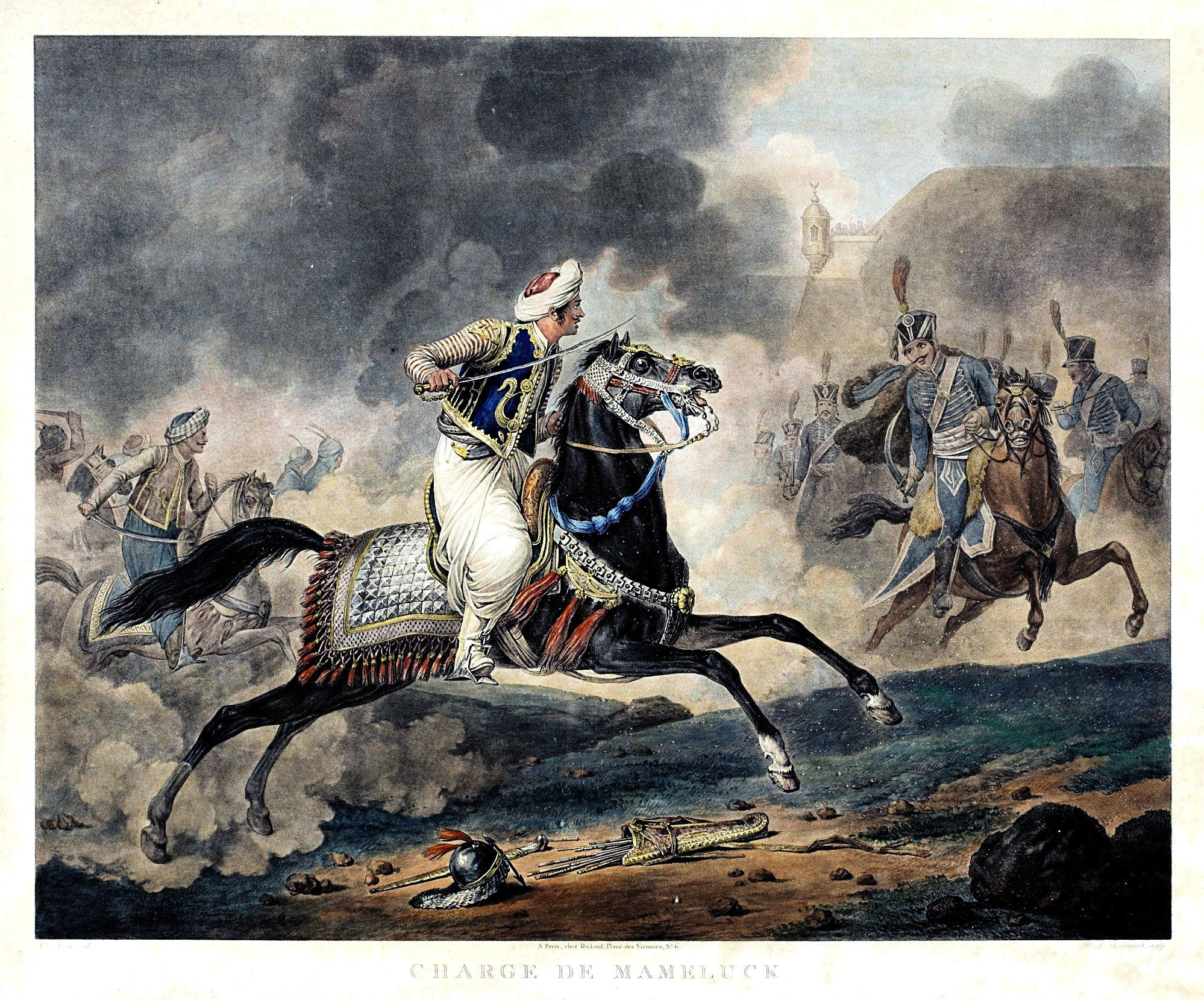
Mameluco ao ataque.
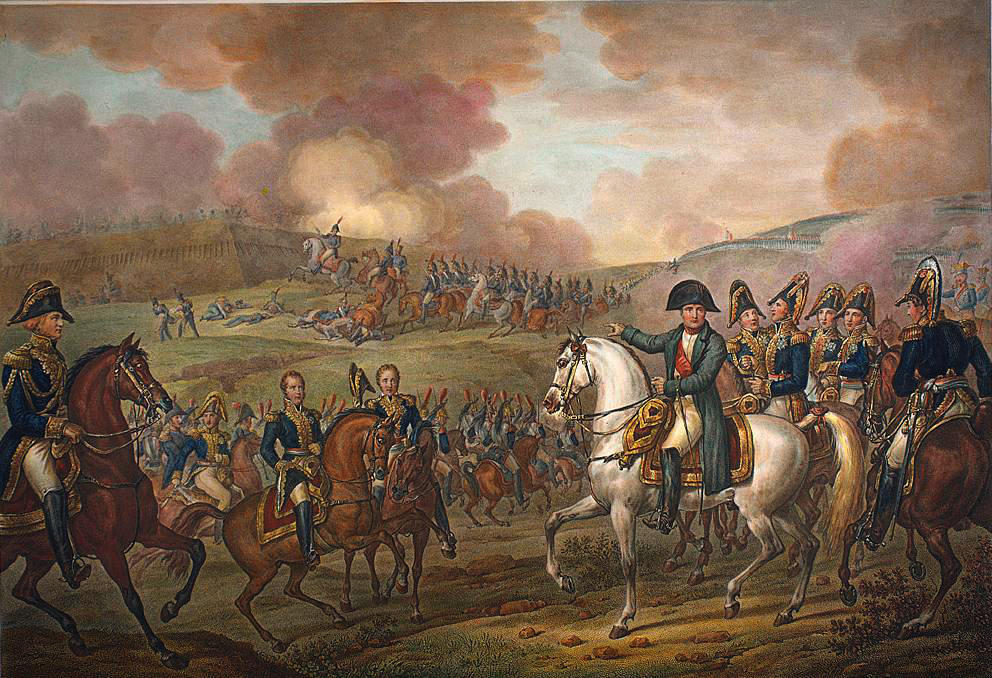
Napoleão na batalha de Moscou.
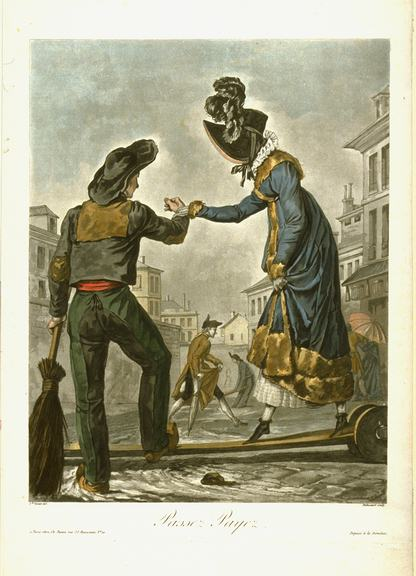
Passez Payez.
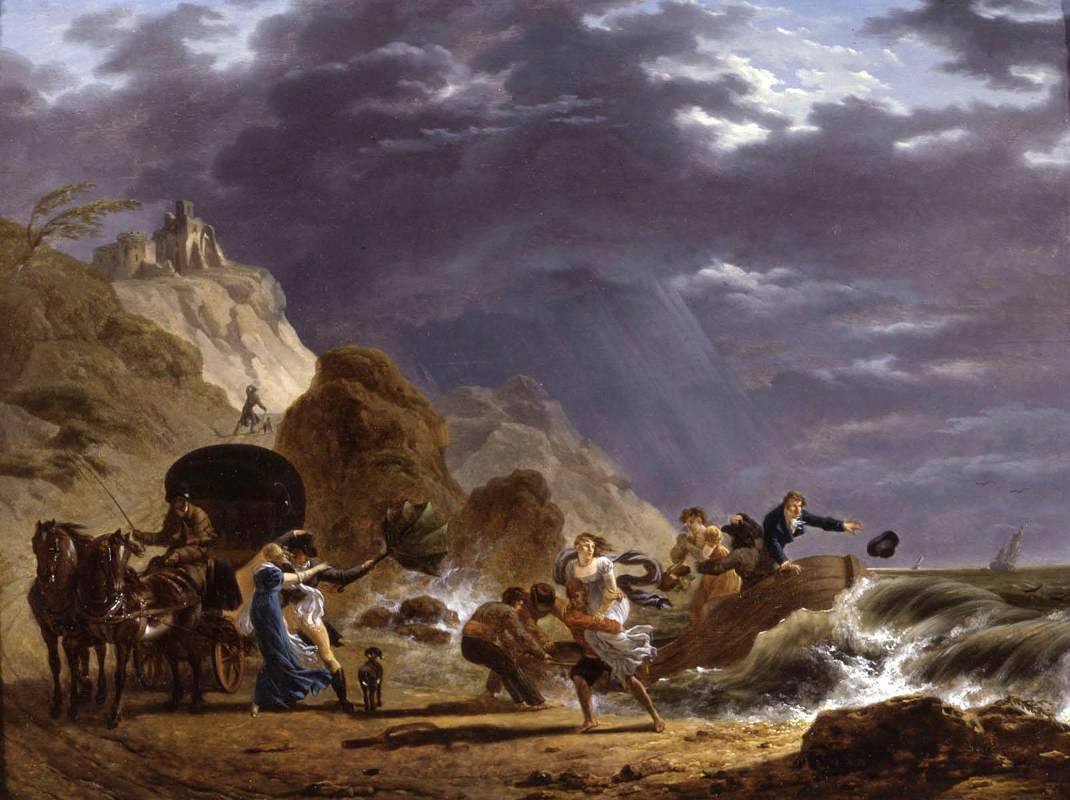
Chegada dos emigrados na costa francesa com a duquesa de Berry
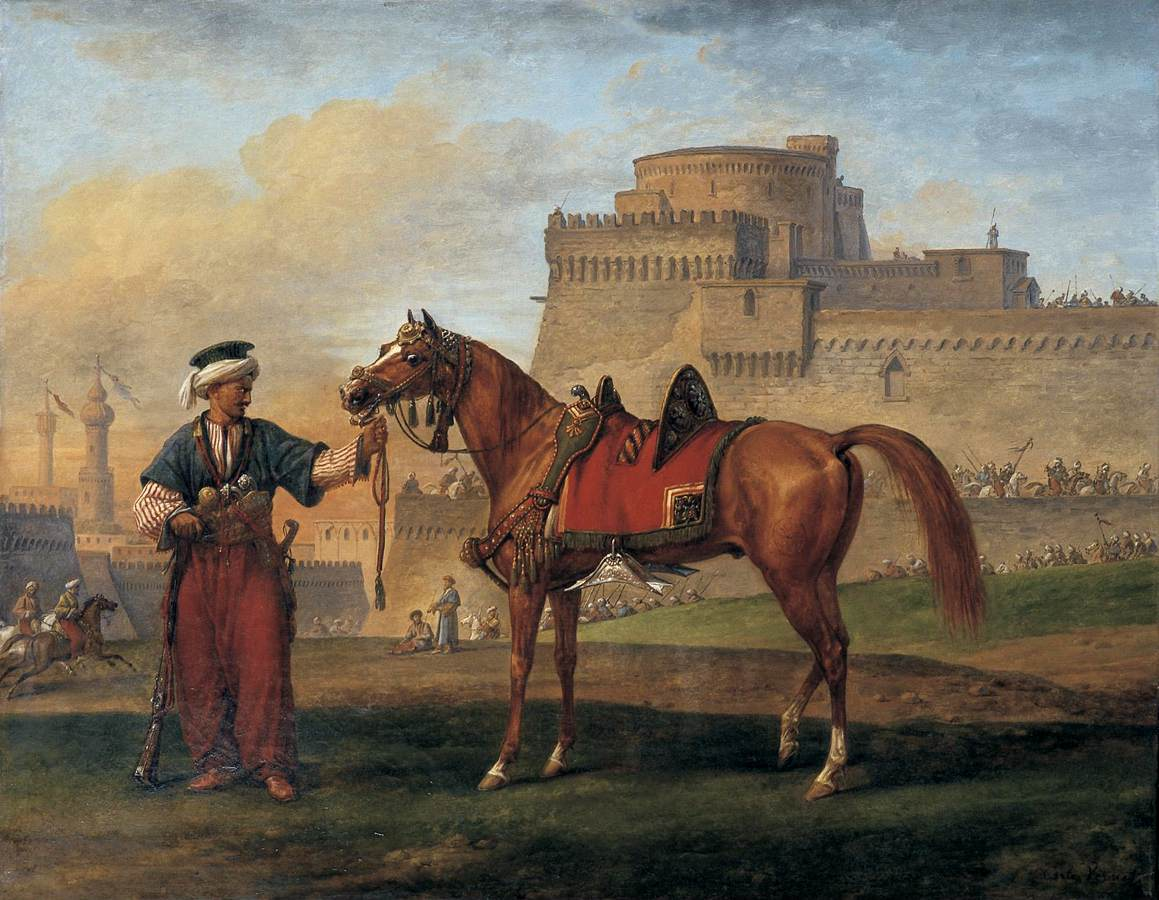
Um mameluco conduzindo seu cavalo
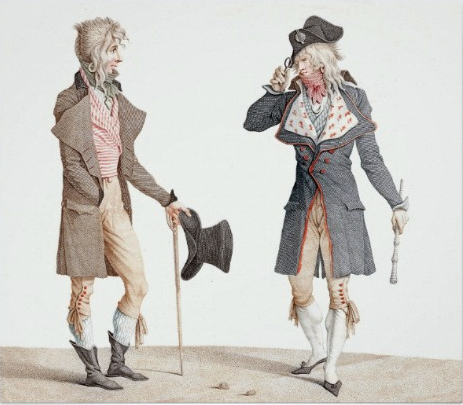
Un Incroyable, dois dândis franceses, um carregando aquela que pode ser a primeira cartola registrada